# Fontaine du rond-point Dupont
La fontaine du rond-point Dupont est une œuvre conçue et réalisée par l'architecte Henry Bacon et les sculpteurs Daniel Chester French et les frères Piccirilli. Elle est située au rond-point Dupont à Washington. Elle fut érigée en l'honneur du contre-amiral Samuel Francis Du Pont. 
À l'origine, un monument représentant l'officier fut érigé à cet emplacement, en 1884, pour lui rendre hommage. La statue, qui fut l'œuvre du sculpteur américano-irlandais Launt Thompson (en), fut relocalisée en 1920 à Wilmington, ville du Delaware. En remplacement de ce monument, une fontaine fut installée au même endroit, la même année et inaugurée l'année suivante, le 17 mai 1921.
Les trois figures représentent les arts de la navigation. La mer est symbolisée par un personnage féminin tenant un bateau d'une main et caressant une mouette avec l'autre avec un dauphin à ses pieds. Le vent est symbolisé par un personnage masculin drapé par la voile d'un navire, sa main gauche tenant une coquille de conque. Il préside à la destinée des marins et des amiraux. Les étoiles sont symbolisées par un personnage féminin tenant un globe.